# クイテンの戦い
クイテンの戦いとは、1202年にキヤト・ケレイト連合軍と、反キヤト・ケレイト同盟軍（ナイマン部、メルキト部、ドルベン氏、タタル部、カタギン氏、サルジウト氏）との間で行われた戦闘。コイテンの戦いとも表記される。モンゴル高原東方において急速に勢力を拡大しつつあったキヤト・モンゴル部族を警戒した諸部族が同盟を組んで仕掛けた戦いであるが、最終的にはキヤト・ケレイト連合軍の勝利に終わり、これ以後周辺諸部族はキヤト・ケレイト連合の拡大を押しとどめることができなくなった。
後述するように、『元朝秘史』ではこの戦いが1201年に行われたとし、この戦いでタイチウト氏が滅亡したことを強調するが、これらは『元朝秘史』の脚色で史実ではない。

## 背景

### タイチウト氏の弱体化
12世紀末、モンゴル高原東方のモンゴル部族内ではジャジラト氏（ジャダラン氏）のジャムカとキヤト氏のテムジン（後のチンギス・カン）との間での主導権争いが激しくなり、やがて両者はダラン・バルジュトの地で激突した（十三翼の戦い）。この戦いの勝敗については諸説あるが、いずれにせよこの戦いを経てジャムカは人望を失ったようで、1190年代にはジャムカ陣営からテムジン陣営に寝返る者が多数現れた。この中には後に四駿四狗に数えられるスルドス氏のチラウンとベスト氏のジェベ、千人隊長に任じられたニチュグト・バアリン氏のアラク、ナヤア兄弟、ジャライル部トランギト氏のジョチ・チャウルカンらがいた。
1200年（庚申）、ジャムカ勢力の弱体化を好機と見たテムジンは同盟勢力ケレイト部のオン・カンと合流し、オノン河においてジャムカ陣営最大の勢力を有するタイチウト氏を急襲した。タイチウト氏の首領タルグタイ・キリルトク、アンクゥ・アクチュウ（アウチュ・バアトル）、クリル、クドダル（クドウダル）らがこれを迎撃したが敗れ、ウレン・トラスの地にてタルグタイ・キリルトクらは捕虜となり、アンクとアウチュらはバルグジン・トクムに、クリルはナイマン部にそれぞれ逃れた。
このような状況に危機感を懐いたのがモンゴル部のカタギン氏、サルジウト氏、ドルベン氏、コンギラト部といった未だテムジンに服属していないモンゴル高原東方の諸部族で、上記4部族にタタル部族を加えた5部族はアルクイ泉で会盟し、雌雄の馬を斬ってキヤト・ケレイト連合を打倒することを誓った。これらアルクイ泉同盟軍の動きは、コンギラト部（ボスクル氏）の人間であるがテムジンの義父でもあるデイ・セチェンによってテムジンに知らされ、キヤト・ケレイト連合軍は急ぎ軍を興してブイル湖附近でアルクイ泉同盟軍を撃ち破った。

### ジャムカの推戴
アルクイ泉同盟を撃破した同じ年の冬、更にテムジンは単独でモンゴル高原東方の有力部族、タタル部族をダラン・ネムルゲスの戦いで撃ち破り、テムジンの勢力はモンゴル高原東方において名実共に最も強大なものとなった。そこで翌1201年（辛酉）、「アルクイ泉同盟」のモンゴル部のカタギン氏、サルジウト氏、ドルベン氏、コンギラト部のコンギラト本氏、コルラス氏、イキレス氏、タタル部のアルチ氏の諸部族を加えたモンゴル高原東方の諸部族はアルグン河の支流ケン河に結集してジャダラン氏出身のジャムカを「グル・カン」に推戴した。このジャムカ推戴は金朝と同盟して勢力を拡大するキヤト・ケレイト連合に対する、「西遼派」諸部族の巻き返しという側面があったものと考えられている。
この「ジャムカの推戴」の参加者にタガイカという人物がおり、テムジンに仕えるジュウレイト部のチョウルとは以前から親しかったためこの推戴について密かに知らせた。驚いたチョウルは急ぎ戻り、偶然出会ったコルラス部のイェスゲイに相談し、イェスゲイは家人のコリダイを使者としてテムジンの下に派遣することとした。コリダイの報告によってテムジンは先手を打って軍を動かすことに成功し、ハイラル河流域のイディ・クルカンの戦いでジャムカの軍勢を撃退した。

## クイテンの戦い
1202年（壬戌）秋、モンゴル高原東方において名実共に最大の勢力となったキヤト・ケレイト連合に対抗するため、ジャムカ一派はナイマン部のブイルク・カン、メルキト部のトクトア・ベキ、オイラト部のクドカ・ベキらとも同盟を組み、キヤト・ケレイト連合に決戦を挑んだ。この報せを聞いたテムジンとオン・カンは迎撃のためにケルレン河を下り、テムジンは自らの叔父のアルタン・オッチギン、従兄弟のクチャル・ベキ、叔父のダアリタイ・オッチギンを、オン・カンは自らの息子イルカ・セングンと弟のジャカ・ガンボ、重臣のビルゲ・ベキらをそれぞれ斥候として派遣した。斥候はエネゲン・グイレトゥ、チェクチェル、チクルグゥ方面に放たれたが、やがてチクルグゥ山から敵軍が接近中との報告が入った。
反キヤト・ケレイト同盟軍の先鋒はタイチウト氏のアウチュ・バアトル（アンクゥ・アクチュウ）とメルキト部のクドゥで、両軍の先鋒の間で早くも戦端が開かれたが、本格的な戦闘には至らず両軍は一度撤収して決戦は翌日に持ち越された。なお、『元朝秘史』はキヤト・ケレイト連合側の先鋒が「夕暮れになったから、明朝、決戦しようぞ」と申し入れて、敵軍の先鋒もそれを受け容れたという逸話を伝えている。この時、諸史料が一致して伝えるところによるとキヤト・ケレイト連合軍はアラル河畔に拠ったという。
翌日、両軍はキヤト・ケレイト連合軍が拠ったアラル塞からほど近いクイテンの地で激突したが、天候がキヤト・ケレイト連合軍に味方し、悪天候の中進軍できなかったナイマン軍らは潰走してしまった。なお、『元朝秘史』はこの時ナイマンのブイルク・カンとオイラトのクドカ・ベキが「ジャダ（風雨を起こす呪法）」でキヤト・ケレイト連合軍を阻もうとしたが失敗して自軍に風雨を起こしてしまい、「天神のご加護を得られなかったぞ」と叫んで退却したという伝承を記録している。

## 『元朝秘史』の記述
『元朝秘史』は『集史』や『聖武親征録』といった他の史料に比べて物語色が強いと屡々評されるが、「クイテンの戦い」についての記述はとりわけ史実と乖離していることが指摘されている。「クイテンの戦い」に至る流れは上述したように「(1)チラウンらのテムジン派への投降(2)タイチウト氏・タタル部の撃破によるモンゴルの勢力拡大に対し、(3)危機感を強めたコンギラトら東方諸部族がジャムカを推戴して結集したがそれでも敵わず、(4)ナイマン・メルキト・オイラトといった遠方の諸部族も味方に引き入れて決戦を挑んだ」結果生じたものである。しかし、『元朝秘史』は(1)(2)と(3)(4)の順番を入れ替えて「クイテンの戦いの結果、タイチウト氏の撃滅とチラウンらの投降が生じた」と記し、また(3)と(4)を混同してナイマン・メルキト・オイラトを含むモンゴル高原一円の諸部族からジャムカが推戴されてテムジンに戦いを挑んだかのように記している。
『元朝秘史』がこのように史実を改変して「クイテンの戦い」について記述するのは、編者がテムジンにとって幼少期以来の宿敵であるタイチウト氏の撃滅を最も重要であると見なす故に、「タイチウト氏の撃滅」がクイテンの戦いの主題であると読者が認識するよう務めたためであると考えられている。